# Nemopanthus canadensis
Nemopanthus canadensis là một loài thực vật có hoa trong họ Aquifoliaceae. Loài này được (Michx.) DC. mô tả khoa học đầu tiên năm 1821.